# Magazine de la Touraine

Le Magazine de la Touraine est un magazine trimestriel de presse, dont le siège est basé à Tours, traitant de la Touraine, de son patrimoine, de son histoire et de ses coutumes. Les sujets traités peuvent aller de la gastronomie aux paysages naturels, en passant par des portraits de personnalités. Régulièrement, un dossier complet est consacré à chaque commune de la province.
Son premier numéro fut publié à l'automne 1981 par la Société d'édition Touraine Sologne avec pour dossiers principaux : « Cent ans d'école publique en Touraine » et « Du fleuve au robinet, l'eau potable à Tours », son rédacteur en chef était Jean-Luc Pechinot. À l'automne 2014, le numéro 132 est publié sous la direction de Marie-Zélie Moser.